# 李君妍
李君妍（英語：Aurora Li Kwan In，1992年3月16日—），香港女演員及節目主持，現為無綫電視經理人合約藝員。

## 簡歷
李君妍有兩位姐姐，曾就讀天主教佑華小學及高雷中學（中五、2009年），在校期間曾為《第59屆香港學校朗誦節》優勝者之一，2009年畢業於第24期無綫電視藝員訓練班；初時其父不太贊成加入演藝圈，認為女孩子會吃虧而應找份好工作，但經母親鼓勵後決定報讀藝訓班。入行初期，她除了當藝人，亦會替朋友看管健身用品店（賣奶粉和營養補充品）以賺取外快。2011年，無綫電視內部招募武打演員，因她曾接觸過南拳基本套路大約兩、三年，遂一邊參與武術選秀節目《功夫新星》，一邊繼續向李嘉習武。至拍攝完節目後，錢嘉樂介紹另一參加者何佩珉認識了開設電影動作公司的楊盼盼，故她跟隨一起上功夫班，修習詠春和泰拳。
入行以來，李君妍大多演警察、護士、收銀員及學生等一類閒角。直到2017年經敖嘉年提議監製王偉仁起用她，參與劇集《心理追兇 Mind Hunter》，才開始演出戲份較多的角色。2018年3月底，她由無綫電視基本藝人合約轉簽經理人合約，同年在該台劇集《特技人》裡飾演「袁丸」一角，在劇中穿著性感衣服練習西洋拳一幕，令不少觀眾關注；2019年於劇集《她她她的少女時代》健身室教練「胡樂冰（Icy）」，因表現突出再度而獲網民讚賞。2020年3月，她因其中一名胞姊患上新冠肺炎，而須暫停工作和入住隔離營14天，最後無恙離開。另外，她近年成為無綫電視監製陳維冠的常用演員。
2023年，她考獲健身教練牌照。

## 演出作品

### 電視劇（無綫電視）
| 劇名                     | 角色                             |
| 2010年                   |                                  |
| 天天天晴                 | 護 士                            |
| 天天天晴                 | 收銀員                           |
| 讀心神探                 | 陪酒妹                           |
| 依家有喜                 | 靚 女                            |
| 依家有喜                 | 金鋪職員                         |
| 依家有喜                 | 葛暉同學                         |
| 居家兵團                 | 同 學                            |
| 2011年                   |                                  |
| 隔離七日情               | 泳 客                            |
| 你們我們他們             | 學 生                            |
| 女拳                     | 妓 女                            |
| 點解阿Sir系阿Sir         | 女同學                           |
| 花花世界花家姐           | 護 士（第4集）                   |
| 誰家灶頭無煙火           | 學 員                            |
| 誰家灶頭無煙火           | 公 關                            |
| 怒火街頭                 | 小 姐                            |
| 團圓                     | 記 者                            |
| 真相                     | 庭 警                            |
| 紫禁驚雷                 | 綺 蓮                            |
| 九江十二坊               | 妓 女                            |
| 不速之約                 | 學 護                            |
| 不速之約                 | 實驗室助理                       |
| 不速之約                 | 病 人                            |
| 不速之約                 | 護 士                            |
| 荃加福祿壽探案           | 護 士                            |
| 荃加福祿壽探案           | 點心妹（第16集）                 |
| 法證先鋒III              | 黃淑如（Rosie）                  |
| 2012年                   |                                  |
| 結·分@謊情式             | 見習空中服務員                   |
| 耀舞長安                 | 劉夢菲                           |
| 怒火街頭2                | 法庭書記（第1、4集）             |
| 換樂無窮                 | 陳老師                           |
| On Call 36小時           | 小巴乘客                         |
| 當旺爸爸                 | 空中服務員（第2集）              |
| 東西宮略                 | 雪 蓮                            |
| 心戰                     | 護 士                            |
| 飛虎                     | 𡃁 模                            |
| 回到三國                 | 孫權婢女                         |
| 大太監                   | 妓 女                            |
| 名媛望族                 | 名 妓                            |
| 法網狙擊                 | 蔡家慧                           |
| 2013年                   |                                  |
| 戀愛季節                 | 議員辦公室職員（夏之章節）       |
| 仁心解碼II               | 林紫妮                           |
| 女警愛作戰               | 美 女                            |
| 愛·回家                  | 陳漢娜（Hannah）（第247集）      |
| 好心作怪                 | Night Shadow 女公關              |
| 情逆三世緣               | 宮 女                            |
| On Call 36小時II         | 護 士                            |
| 法外風雲                 | 護 士                            |
| My盛Lady                 | Lala                             |
| 2014年                   |                                  |
| 新抱喜相逢               | 徐梓三                           |
| 貓屎媽媽                 | 護 士（第19、20集）              |
| 廉政行動2014             | 莊雯欣（Janet）                  |
| 寒山潛龍                 | 舞                               |
| 載得有情人               | 伴 娘（第20集）                  |
| 使徒行者                 | 馮慧芳（年青）                   |
| 再戰明天                 | 紫芷欣                           |
| 老表，你好hea！          | 空中服務員                       |
| 名門暗戰                 | 周慧芳（Alex）                   |
| 八卦神探                 | 危 澄                            |
| 2015年                   |                                  |
| 衝線                     | 顧 客（第4集）                   |
| 水髮胭脂                 | 梅筱玲                           |
| 華麗轉身                 | 廣告女郎（第6集）                |
| 東坡家事                 | 鹿鳴苑歌妓                       |
| 實習天使                 | 拍片青年（第20集）               |
| 2016年                   |                                  |
| 鐵馬戰車                 | 伍嘉琪                           |
| 公公出宮                 | 金可人                           |
| 警犬巴打                 | 秦 篰                            |
| 潮流教主                 | 編 輯                            |
| 末代御醫                 | 護 士                            |
| 殭                       | 龐應天秘書（第10、11、20、23集） |
| 廉政行動2016             | 酒吧酒保（第5集）                |
| 火線下的江湖大佬         | 伍爪金龍舞獅隊成員               |
| 愛·回家之八時入席        | 施 敏                            |
| 純熟意外                 | Alice                            |
| 一屋老友記               | 女司儀                           |
| 完美叛侶                 | B&B 樂隊成員                     |
| 城寨英雄                 | 木蘭花妹                         |
| 律政強人                 | 夏君燕                           |
| 巨輪II                   | Noon                             |
| 幕後玩家                 | 名 媛                            |
| 2017年                   |                                  |
| 味想天開                 | 秋 兒                            |
| 乘勝狙擊                 | 魔術師助手（第17集）             |
| 親親我好媽               | 簡慕容                           |
| 迷                       | 心理醫生（第17集）               |
| 與諜同謀                 | 程玉萍（Eva）                    |
| 心理追兇 Mind Hunter     | 魯佩珊                           |
| 全職沒女                 | Helen（第8集）                   |
| 使徒行者2                | Misale（第12 - 14集）            |
| 雜警奇兵                 | 靚 女（第6集）                   |
| 降魔的                   | 胡美寶                           |
| 誇世代                   | Ivy                              |
| 溏心風暴3                | Miss Chow（第3集）               |
| 性在有情                 | 護 士                            |
| 2017年至今               |                                  |
| 愛·回家之開心速遞        | Natalie 朋友（第37集）           |
| 愛·回家之開心速遞        | 若 蘭（第70集）                  |
| 愛·回家之開心速遞        | Betty（第131、246集）            |
| 愛·回家之開心速遞        | 店 員（第551集）                 |
| 愛·回家之開心速遞        | 偽 娘（第1438集）                |
| 愛·回家之開心速遞        | 嘉 芯（第1659集）                |
| 愛·回家之開心速遞        | 蒂蒂姐（第1927集）               |
| 2018年                   |                                  |
| 平安谷之詭谷傳說         | 小 花                            |
| 三個女人一個「因」       | 阮學哲朋友（第17集）             |
| 逆緣                     | Yuki（第17集）                   |
| 宮心計2深宮計            | 吳醫工（第20集）                 |
| BB來了                   | 張 太（第13集）                  |
| 特技人                   | 袁 丸                            |
| 救妻同學會               | 詩                               |
| 2019年                   |                                  |
| 鐵探                     | 文綺琴                           |
| 白色強人                 | 區子柔（Kate）                   |
| 十二傳說                 | 戚劍蘭                           |
| 她她她的少女時代         | 胡樂冰                           |
| 金宵大廈                 | Daisy                            |
| 多功能老婆               | 超市職員（第6、8、10、21集）     |
| 2020年                   |                                  |
| 機場特警                 | 伍嘉琪                           |
| 降魔的2.0                | 胡美寶                           |
| 殺手                     | Cherry（第24 - 30集）            |
| 使徒行者3                | 阿 紫                            |
| 堅離地愛堅離地           | 關鍵意見領袖（第2集）            |
| 2021年                   |                                  |
| 大步走（myTV Gold 首播） | 程偲璇（大舊）                   |
| 七公主                   | Scarlett                         |
| 我家無難事               | Denis                            |
| 換命真相                 | 李老師                           |
| 拳王                     | 姜頌欣                           |
| 異搜店                   | 韓子晴                           |
| 2022年                   |                                  |
| 鐵拳英雄                 | 冬 至                            |
| 金宵大廈2                | 阿 晴                            |
| 食腦喪Ｂ                 | 喜 姐                            |
| 童時愛上你               | 艾詩詩（Icy）                    |
| 回歸光影頌: 神奇的燈泡   | 阿 君                            |
| 白色強人II               | 區子柔（Kate）                   |
| 痞子殿下                 | 辛圓圓                           |
| 美麗戰場                 | 黃 芬（Sherman）                 |
| 2023年                   |                                  |
| 新四十二章               | 李爾君（Edith）                  |
| 法言人                   | 嚴 太                            |
| 隱門                     | 曾倩儀                           |
| 寵愛Pet Pet              | 唐利華/阿努比斯                  |
| 你好，我的大夫           | 女童母                           |
| 羅密歐與祝英台           | 泥鯭姐                           |
| 2024年                   |                                  |
| 飛常日誌                 | 廖淑賢                           |
| 再見·枕邊人              | 陳卓瑤（Kimchi）                 |
| 婚後事                   | June                             |
| 2025年                   |                                  |
| 痞子無間道               | 凌七                             |

### 電視劇（邵氏兄弟）
| 劇名     | 角色       |
| 2023年   |            |
| 廉政狙擊 | 馮日添妻子 |

### 主持節目（無綫電視）
| 節目名        | 備註 |
| 2012年        | |
| 放學ICU       | |
| 安樂蝸        | 1月12日亮相                                                                                                  |
| 2019年        | |
| 3日2夜        | 第三輯 第34、35集；與潘梓鋒合作                                                                              |
| 2020 - 2021年 | |
| 姊妹淘        | 第三輯；與莊思敏、吳若希、王子涵、張寶兒、陳詩欣、蔡嘉欣、孫慧雪、曾淑雅、傅嘉莉、謝芷倫、阮嘉敏及吳紫韻合作 |

### 綜藝節目（無綫電視）
| 節目名                              | 備註                                             |
| 2010年                              |                                                  |
| 千奇百趣Summer Fun                  | 演出（助手“奇奇”）                               |
| 荃加福祿壽                          | 演出                                             |
| 荃加福祿壽玩轉台慶                  | 演出                                             |
| 職安健知多啲                        | 演出第5集                                        |
| 康業信貸快遞 - 物業貸款好幫手       | 演出                                             |
| 2011年                              |                                                  |
| 兄弟幫                              | 第374集嘉賓                                      |
| 功夫新星                            | 參賽者                                           |
| 2014 - 2016年                       |                                                  |
| 姊妹淘                              | 第二輯,演出（服裝模特兒）第二輯 第238、711集嘉賓 |
| 2017年                              |                                                  |
| 兄弟幫                              | 第1807、1808集嘉賓                               |
| 今日VIP                             | 4月3日嘉賓                                       |
| 慶祝香港回歸祖國二十周年文藝晚會    | 演出嘉賓                                         |
| 都市閒情之安齡暑假冇時停            | 第8集演出嘉賓                                    |
| 2017年                              |                                                  |
| 傳說女神育成計劃（big big channel） | 演出                                             |
| 2018年                              |                                                  |
| big big channel大公司周年慶         | 嘉賓                                             |
| TVB 50+1再出發節目巡禮2019          | 嘉賓                                             |
| 2019年                              |                                                  |
| 姊妹淘                              | 第三輯 第66集嘉賓                                |
| 2020年                              |                                                  |
| 流行經典50年                        | 第42集嘉賓                                       |
| 2021年                              |                                                  |
| 流行經典50年                        | 第2集嘉賓                                        |
| 我在隔離的日子                      | 第1集嘉賓                                        |
| 明星運動會前哨戰：Fight 盡          | 館內賽女子組                                     |
| 明星運動會                          | 演出（女子58公斤級、羽毛球、3人籃球、4×400接力） |
| 2021年                              |                                                  |
| 全城一叮                            | 演出（與利穎怡、吳綺珊、蕭麗芠）                 |

### 電影
| 電影名             | 角色               |
| 2011年             |                    |
| 勁抽福祿壽         | 𡃁 模              |
| 人約離婚後         | 婚禮姊妺           |
| 我愛HK開心萬歲     | 1987年夜總會舞小姐 |
| 2021年             |                    |
| 重案行動之搗毒任務 | 康 妮              |

### 微電影
| 電影名                                   | 角色                      |
| 2013年                                   |                           |
| Come On James                            | Rachel                    |
| 2015年                                   |                           |
| 心動傾情                                 | 林君妍                    |
| 犬犬相識                                 |                           |
| 2017年                                   |                           |
| 抓緊現在（無綫電視母親節微電影）         | 阿恆朋友                  |
| 2018年                                   |                           |
| 捉緊一剎衝動！（無綫電視J2動漫熱微電影） | Aurora                    |
| 聖誕極光傳說                             | 君 妍                     |
| 2019年                                   |                           |
| 一代宗獅迎新歲（無綫電視賀歲微電影）     | 小學教師（第4、7 - 10集） |

### 音樂錄像
| 歌名                     | 歌手       |
| 2012年                   |            |
| 別有用心（無綫電視版本） | 陳曉琪     |
| 2020年                   |            |
| 不是富二代               | Happy Live |

### 廣告
| 產品                                             |
| 2016年                                           |
| 高雲牌「伊比利亞黑毛豬午餐肉」                   |
| 2017年                                           |
| 儲存易迷你倉集團「解決香港樓市高企及加辣等問題」 |

### 其他
- 2015年：APE寵物用品速遞《犬犬相識》 - 訪問
- 2016年：《你同我一齊無聊沙聲亂咁唱》 - 第6集嘉賓
- 2016年8月10日：東網Baby - 索女玩曬《33C李君妍踢走沙灘飛來蜢》  （页面存档备份，存于）

## 資料來源
1. ↑  . 東網. 2016年8月10日  [2017年2月6日]. （原始内容存档于2018年9月21日）.
2. ↑  . 香港蘋果日報. 2011年7月3日  [2016年3月18日]. （原始内容存档于2014年7月24日）.
3. ↑  . 東方新地. 2018年8月24日  [2018年11月3日]. （原始内容存档于2019年4月15日）.
4. ↑  . 無綫電視.   [2020年6月19日]. （原始内容存档于2020年7月28日）.
5. ↑  . 東方日報. 2018年11月3日  [2018年11月3日]. （原始内容存档于2018年11月3日）.
6. 1 2 3 4 5 6 7  . 明報周刊. 2019年10月17日  [2019年10月20日]. （原始内容存档于2020年3月28日）.
7. ↑  . 東周網. 2016年3月6日  [2016年3月18日]. （原始内容存档于2016年3月25日）.
8. 1 2  . 香港經濟日報. 2019年9月13日.
9. ↑  . 香港01. 2017年4月26日  [2019年10月20日]. （原始内容存档于2020年10月1日）.
10. ↑  . 香港01. 2018年6月22日  [2018年6月22日]. （原始内容存档于2018年6月22日）.
11. ↑  . COSMOPOLITAN（香港）. 2018年8月20日  [2018年11月3日]. （原始内容存档于2021年1月23日）.
12. ↑  . 香港01. 2019年9月12日  [2019年9月14日]. （原始内容存档于2020年10月25日）.
13. ↑  . 新Monday. 2020年3月31日  [2020年6月19日]. （原始内容存档于2020年6月22日）.
14. ↑  . 頭條日報. 2020年4月17日  [2020年6月19日]. （原始内容存档于2020年6月19日）.
15. ↑  . topick. 2023年3月2日  [20203年3月2日]. （原始内容存档于2023年3月2日）.
16. ↑  . 香港01. 2018年8月16日  [2018年11月3日]. （原始内容存档于2018年11月3日）.

## 外部連結
- 李君妍的新浪微博
- 李君妍的Instagram帳戶
- 李君妍的Facebook專頁
- 李君妍在香港影庫上的簡介
- 李君妍 - 香港偶像劇場 （页面存档备份，存于）